# Alerione
Alerione è un termine utilizzato in araldica per indicare l'aquilotto, cui furono mozzati il becco e le gambe.
L'alerione, per esser privo di rostro e artigli, è simile al merlotto ed è molto frequente nell'araldica francese. Lo si rappresenta posto di fronte, con la testa di profilo, il volo solitamente spiegato, ma talvolta abbassato.
L'origine del nome può discendere da:
- Aliers, vecchia parola gallica che designa una specie di uccello che vive di rapina, oppure da
- Aquilario, parola latina, diminutivo di aquila (secondo il Ménage).

Gli alerioni sono presenti nelle armi di Lorena: d'oro, alla banda di rosso, caricata di tre alerioni d'argento, posti nel senso della banda. Si ritiene che il casato di Lorena abbia adottato questo uccello perché il termine francese Alérion è l'anagramma del nome della casata Lorraine.

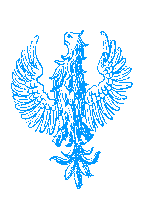
Alerione
Alerione
Tre alerioni d'argento nello stemma della Lorena
D'oro alla croce di rosso accantonata da sedici alerioni d'azzurro ordinati 2 e 2 (Casato di Montmorency)